# فدراسیون فوتبال تیمور شرقی

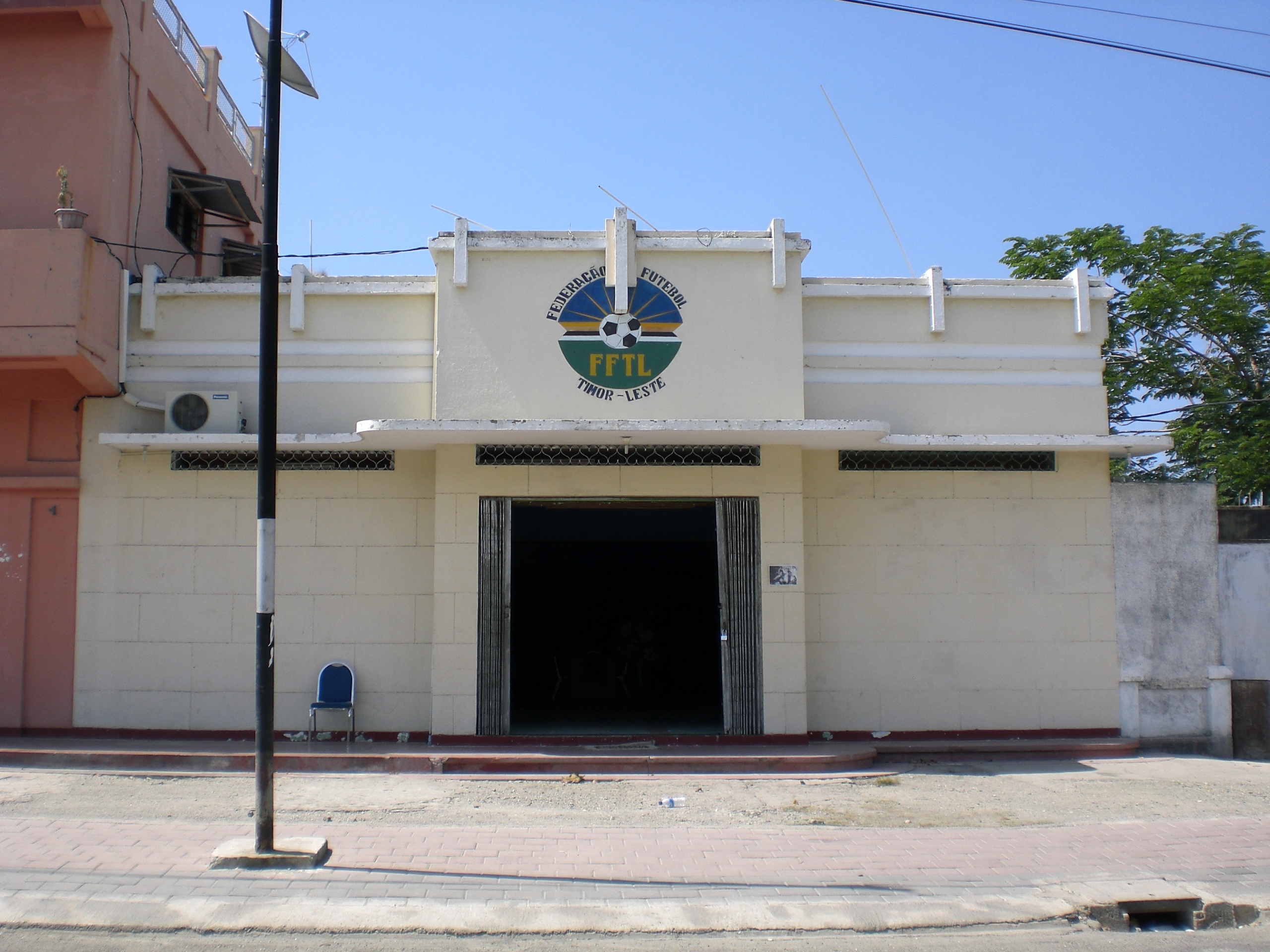
فدراسیون فوتبال تیمور شرقی

فدراسیون فوتبال تیمور شرقی نهاد اداره‌کنندهٔ فوتبال در تیمور شرقی است. این نهاد در سال ۲۰۰۲ پایه‌گذاری شده و اکنون عضو کنفدراسیون فوتبال آسیا است. در حال حاضر ریاست این نهاد بر عهدهٔ ایگاس آلوز می‌باشد.